# Monohargonj
Monohargonj (en bengali : মনোহরগঞ্জ) est une upazila du Bangladesh dans le district de Comilla. En 2011, on y dénombrait 242 432 habitants.